# Cal Forner (Begues)
Cal Forner és un edifici al nucli de Begues (Baix Llobregat) catalogat l'Inventari del Patrimoni Arquitectònic de Catalunya. Edifici cantoner de planta rectangular amb planta baixa, dos pisos i terrat a la catalana. Presenta una composició simètrica a partir de les obertures de la planta baixa. Té arc pla en totes les obertures i de descàrrega amb aplacat ceràmic a l'últim pis de la façana principal.
Interessant solució compositiva la donada al xamfrà amb els dos balcons. La planta baixa, d'ús comercial, és arrebossada simulant un sòcol, amb bandes horitzontals. A la resta de la façana hi ha ornamentació ceràmica, dentellons i balcons de pedra artificial. El coronament de l'edifici és amb balustrada de balustres, cornisa ondulada i motllura de bosell en el centre. Fusteria de fusta i persianes enrotllables.